# Escola Normal Primária de Lisboa
A Escola Normal Primária de Lisboa (1862 — 1930) foi o estabelecimento de referência em Portugal para a formação de professores do então denominado ensino primário durante a última metade do século XIX e o primeiro quartel do século XX. Fundada por decreto do rei D. Luís I de Portugal no ano de 1862, manteve-se em funcionamento até ser extinta em 1930 no decurso da reforma educativa conduzida pelo governo da Ditadura Nacional.
Inicialmente destinada apenas a professores do sexo masculino, a Escola Normal Primária de Lisboa, instalada no Palácio dos Marqueses de Abrantes, em Marvila, foi complementada, em 1866, por uma Escola Normal Feminina, localizada no Calvário. As duas escolas fundiram-se em 1919 e passaram a funcionar em regime de co-educação, em edifício próprio, localizado na Quinta de Marrocos, em Benfica.
O edifício da Escola Normal na Quinta de Marrocos foi construído entre 1916 e 1918, propositadamente para albergar a instituição, segundo projecto do arquitecto Adães Bermudes. Foi um dos mais marcantes investimentos do regime da Primeira República Portuguesa em infra-estruturas escolares, tendo sido inaugurado por Bernardino Machado, então Presidente da República.
A Escola Normal Primária de Lisboa permaneceu naquele edifício até 1930, ano em que as escolas normais portuguesas foram extintas e substituídas pelas Escolas do Magistério Primário.
A Escola do Magistério Primário de Lisboa, entidade que a substituiu, funcionou no edifício até à sua extinção, quando da criação da Escola Superior de Educação de Lisboa.